# Fargesia albocerea
Fargesia albocerea är en gräsart som beskrevs av Chi Ju Hsueh och Tong Pei Yi. Fargesia albocerea ingår i släktet bergbambusläktet, och familjen gräs. Inga underarter finns listade i Catalogue of Life.